# 瑞贡莱拉克 (旧市镇)
瑞贡莱拉克（法語：Jugon-les-Lacs，法語發音：[ʒyɡɔ̃ le lak]）是法国阿摩尔滨海省的一个旧市镇，属于迪南区。2016年1月1日，瑞贡莱拉克与市镇多洛合并为新市镇瑞贡莱拉克新市镇，瑞贡莱拉克为新市镇行政中心。2024年1月1日起，新市镇恢复“瑞贡莱拉克”一名。

## 地理
瑞贡莱拉克（48°24'33"N, 2°19'20"W）面积26.15 平方千米，位于法国布列塔尼大區阿摩尔滨海省，该省份为法国西北部沿海省份，位于布列塔尼半岛北部，北濒大西洋英吉利海峡，西接菲尼斯泰尔省，南至莫尔比昂省，东临伊勒-维莱讷省。
与瑞贡莱拉克接壤的市镇（或旧市镇、城区）包括：多洛。
瑞贡莱拉克的时区为UTC+01:00、UTC+02:00（夏令时）。

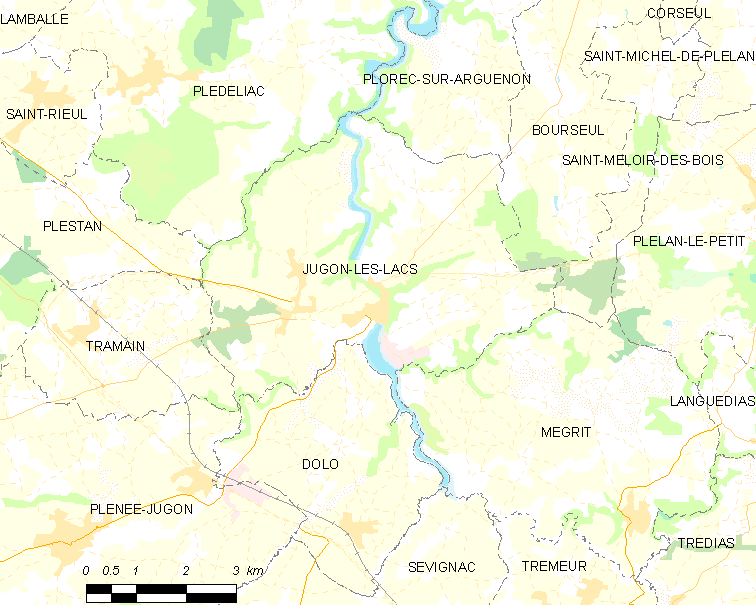
瑞贡莱拉克的OSM定位图

## 行政
瑞贡莱拉克的邮政编码为22270，INSEE市镇编码为22084。

## 政治
瑞贡莱拉克所属的省级选区为普莱内瑞贡县。

## 人口

1962-2008年间瑞贡莱拉克人口变化图示

瑞贡莱拉克于2018年1月1日时的人口数量为1806人。